# Armada Argentina
La Armada de la República Argentina (ARA), o simplemente Armada Argentina, es una de las tres ramas de las Fuerzas Armadas junto al Ejército y la Fuerza Aérea. La misión es alistar, adiestrar y sostener los medios navales de la Nación. Estos medios son distribuidos en cuatro ramas conformando el poder naval integrado: la Flota de Mar, la Infantería de Marina, la Aviación Naval y la Fuerza de Submarinos.
Además de su misión, la Armada participa en operaciones de seguridad interior junto al Ministerio de Seguridad, participa en operaciones de mantenimiento de la paz de la ONU, provee el apoyo logístico a las campañas antárticas junto al Comando Conjunto Antártico y provee apoyo humanitario a la comunidad en caso de catástrofe.
La Armada se halla subordinada al presidente de la República como comandante en jefe de las Fuerzas Armadas. El jefe del Estado Mayor General de la Armada (JEMGA) tiene dependencia del ministro de Defensa (MINDEF) por delegación del presidente y relación funcional con el Estado Mayor Conjunto (EMCO), a los fines de la acción militar conjunta.
Durante el siglo XIX, desempeñó un vital rol en la guerra de la Independencia Argentina entre 1810 y 1825, la guerra del Brasil en 1825, la guerra del Paraná en 1845 y la guerra de la Triple Alianza entre 1865 y 1870. Fue durante la guerra de la Independencia Argentina, cuando el almirante Guillermo Brown venció a los realistas en el Combate naval de Montevideo el 17 de mayo de 1814, poniendo fin al dominio español en las aguas del Río de la Plata, y permitiendo afianzar la Revolución de Mayo. Así, el 17 de mayo fue oficializado en 1960 como el Día de la Armada Argentina, y es celebrado anualmente.

## ElsigloXXI

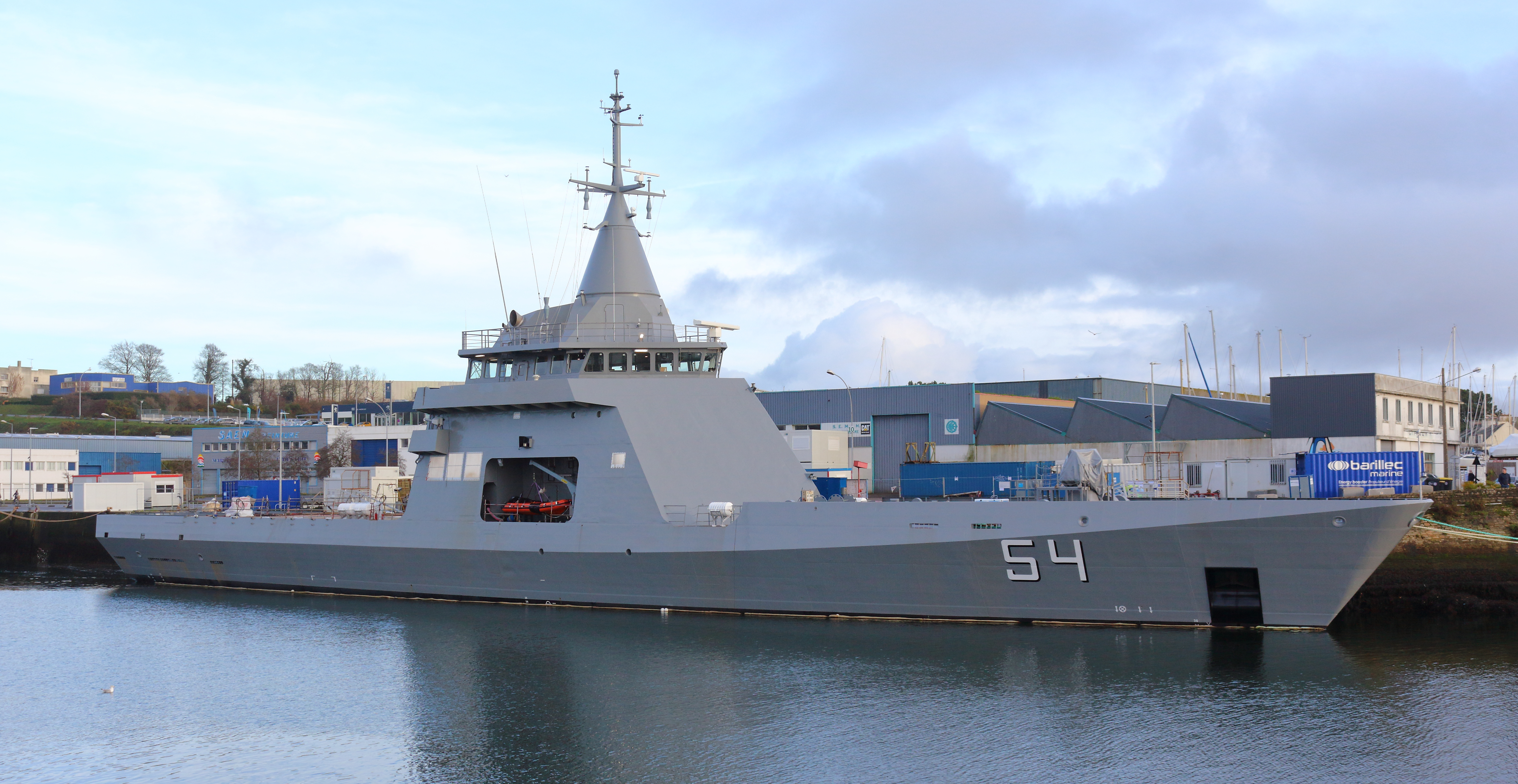
El patrullero P-54 ARA "CL Cordero" en Concarneau (Francia) antes de partir a la Argentina.

La base naval integrada en Ushuaia, proyectada como futura base de operaciones en la Antártida, tiene el inicio de obras formalizado el 3 de marzo de 2022.
El 2 de junio de 2022 arribó a la Argentina el cuarto y último ejemplar OPV-87 (ARA "CL Cordero"), perteneciente a la serie de cuatro OPV-87 comprada a la Naval Group de Francia el 22 de junio de 2018. La primera unidad, el patrullero ARA "Bouchard", fue entregada el 6 de diciembre de 2019, y las tres restantes construidas y entregadas en 2020, 2021 y 2022. La adquisición fue realizada para relevar los viejos avisos así como las corbetas A69 y MEKO 140 de los operativos de control de pesca, búsqueda y rescate, entre otras tareas.
Por resolución del MD con fecha 23 de febrero de 2021 fue creado el Comando Conjunto Marítimo (COCM), con asiento en el Edificio Libertad y con dependencia del Estado Mayor Conjunto (EMCO), para ejercer la conducción de las operaciones militares de vigilancia y control de los espacios marítimos. Asumió la conducción el 1 de enero de 2022.
El lote de cinco (5) aviones SEM (Super Étendard Modernisés), adquirido en Francia el 18 de diciembre de 2017 para potenciar la dotación de once (11) SUE provista a la 2.ª Escuadrilla Aeronaval de Caza y Ataque (EA32) con asiento en la base de Comandante Espora, se encuentra sin condiciones para volar debido a falencias relacionadas con el material pirotécnico de los asientos eyectables. Desde su recepción en la Argentina el 16 de mayo de 2019, el Ministerio de Defensa y la Armada han gestionado su puesta en condiciones operativas. El 11 de julio de 2024 la Armada confirmó la continuación de las pruebas para llevarlo a cabo.
La exploración de largo alcance será reforzada con cuatro (4) aeronaves P-3C/N (tres P-3C + 1 P-3N), comprados en Noruega el 17 de octubre de 2023, logrando reemplazar a los viejos P-3B en la Escuadrilla Aeronaval de Exploración (EA6E) con asiento en la Base Aeronaval Almirante Zar (BAAZ) en Trelew. El primer avión, el P-3C 6-P-57, arribó a Buenos Aires el 19 de septiembre de 2024. Queda un (1) P-3B, el 6-P-56, en condiciones para regresar al servicio, aguardando en FAdeA la llegada de repuestos.
A fines de 2024, para sustituir los viejos Aérospatiale AS555SN Fennec, quedó aprobada la adquisición de cuatro helicópteros livianos Leonardo AW109SP, comprados en Italia, descartando los Airbus AS365N3. Los futuros helicópteros servirán en las operaciones aéreas navales con los patrulleros oceánicos OPV-87, extendiendo la capacidad de vigilancia y control del espacio marítimo.

## Buques

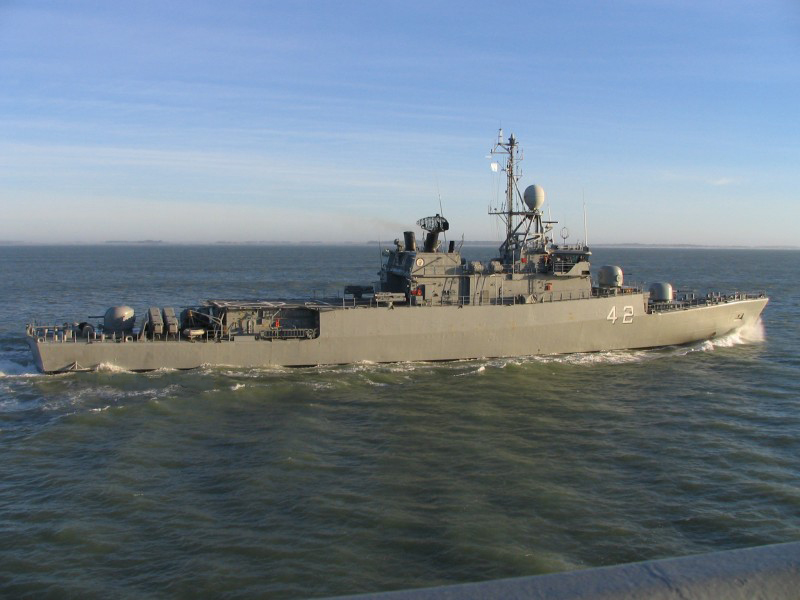
Corbeta P-42 ARA "Rosales"

| Clase      | Nombre           | Proveedor           | Año de incorporación | Apostadero      |
| Submarinos | Submarinos       | Submarinos          | Submarinos           | Submarinos      |
| ---------- | ---------------- | ------------------- | -------------------- | --------------- |
| Tipo 209   | ARA Salta        | Alemania Occidental | 1974                 | Mar del Plata   |
| TR-1700    | ARA Santa Cruz   | Alemania Occidental | 1985                 | Mar del Plata   |
| Fragatas   |                  |                     |                      |                 |
| MEKO 360   | ARA AL Brown     | Alemania Occidental | 1983                 | Puerto Belgrano |
| MEKO 360   | ARA La Argentina | Alemania Occidental | 1983                 | Puerto Belgrano |
| MEKO 360   | ARA Sarandí      | Alemania Occidental | 1984                 | Puerto Belgrano |
| Corbetas   |                  |                     |                      |                 |
| MEKO 140   | ARA Espora       | Alemania Occidental | 1985                 | Puerto Belgrano |
| MEKO 140   | ARA Rosales      | Alemania Occidental | 1987                 | Puerto Belgrano |
| MEKO 140   | ARA Spiro        | Alemania Occidental | 1988                 | Puerto Belgrano |
| MEKO 140   | ARA Parker       | Alemania Occidental | 1990                 | Puerto Belgrano |
| MEKO 140   | ARA Robinson     | Alemania Occidental | 2000                 | Puerto Belgrano |
| MEKO 140   | ARA Gómez Roca   | Alemania Occidental | 2004                 | Puerto Belgrano |
| Patrullado |                  |                     |                      |                 |
| OPV-87     | ARA Bouchard     | Francia             | 2018                 | Mar del Plata   |
| OPV-87     | ARA Piedrabuena  | Francia             | 2020                 | Mar del Plata   |
| OPV-87     | ARA Storni       | Francia             | 2021                 | Mar del Plata   |
| OPV-87     | ARA CL Cordero   | Francia             | 2022                 | Mar del Plata   |

### Aeronaves

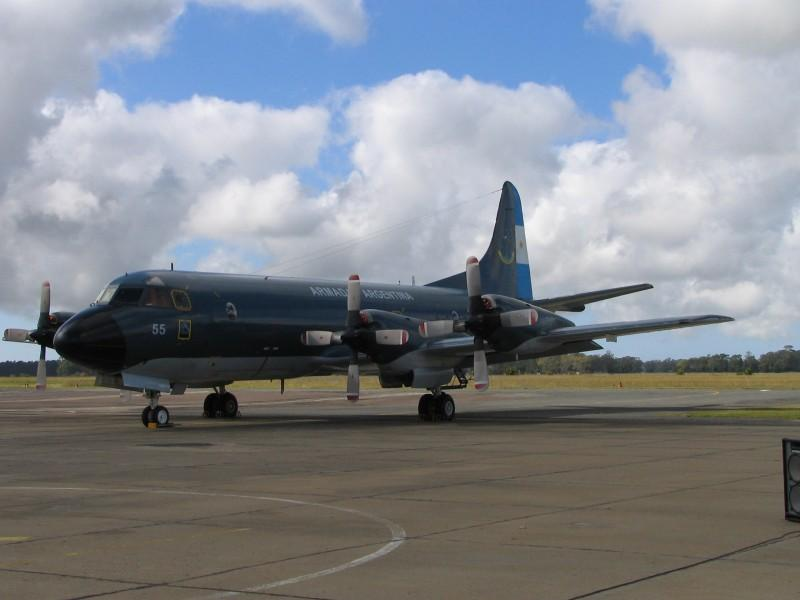
P-3B 6-P-55

| Modelo                          | Proveedor              | Año de incorporación | Unidad | N.º de aviones |
| Caza                            | Caza                   | Caza                 | Caza   | Caza           |
| ------------------------------- | ---------------------- | -------------------- | ------ | -------------- |
| Dassault Super Étendard SUE/SEM | Francia                | 1980                 | EA32   | 11             |
| Exploración                     |                        |                      |        |                |
| Lockheed P-3B/C/N Orion         | Estados Unidos Noruega | 1997/2024            | EA2E   | 2 (+ 3)        |
| Beechcraft King Air 360ER MPA   | Estados Unidos         | 2024/2025            | EA2E   | 2              |
| Entrenadores                    |                        |                      |        |                |
| Beechcraft T-34C1 Turbo Mentor  | Estados Unidos         | 1978                 | ESAN   | 10             |
| Helicópteros                    |                        |                      |        |                |
| Sikorsky SH-3H Sea King         | Estados Unidos         | 1972                 | EA2H   | 8              |
| Aérospatiale AS-555SN Fennec    | Francia                | 1996                 | EA1H   | 4              |
| Leonardo AW-109SP               | Italia                 | 2025                 | EA1H   | 0 (+ 4)        |

## Organización
El comando superior de las Fuerzas Armadas de la Nación es asumido por el presidente de la Nación y comandante en jefe de las FF. AA., y el jefe del Estado Mayor General de la Armada (JEMGA) adiestra, alista y sostiene los medios y recursos puestos a su disposición, en tanto el Estado Mayor Conjunto de las FF. AA. (EMCFFAA o EMCO) es responsable de las operaciones militares en tiempos de paz.
El jefe del Estado Mayor es un oficial superior del cuerpo comando y puede alcanzar el grado máximo de la institución.
La Armada se estructura y distribuye en cuatro fuerzas conforme al concepto de poder naval integrado:
- Flota de Mar - elemento de superficie
- Fuerza de Submarinos - elemento submarino
- Infantería de Marina - elemento anfibio
- Aviación Naval - elemento aeronaval

Todas las fuerzas, unidades, organismos e institutos se organizan conformando la estructura operativa:
- Comando de Adiestramiento y Alistamiento de la Armada (COAA) (base de Puerto Belgrano)[34]
  - Comando de la Flota de Mar (COFM)
  - Comando de la Infantería de Marina (COIM)
  - Comando de la Aviación Naval (COAN)
  - Comando de la Fuerza de Submarinos (COFS)
  - Comando de Fuerzas de Operaciones Navales Especiales (COFE)
  - Comando de Transportes Navales (COTN)
  - Base Naval Puerto Belgrano (BNPB)
  - Área Naval Austral (ANAU)
  - Área Naval Atlántica (ANAT)
  - Área Naval Fluvial (ANFL)

- Dirección General de Educación de la Armada (DGEA)
  - Escuela Naval Militar (ESNM)
  - Escuela de Suboficiales de la Armada (ESSA)
  - Escuela de Oficiales de la Armada (ESOA)
  - Escuela de Guerra Naval (ESGN)
  - Escuela de Ciencias del Mar (ESCM)
  - Fragata ARA Libertad (Q-2) (FRALI)
  - Liceo Naval Militar "Almirante Brown" (LNMAB)
  - Liceo Naval Militar "Almirante Storni" (LNAS)
  - Escuela Nacional de Pesca "Comandante Luis Piedrabuena" (ESNP)
  - Escuela Nacional de Náutica "Manuel Belgrano" (ESNN)
  - Escuela Nacional Fluvial "Comodoro Antonio Somellera" (ESNF)
  - Departamento de Estudios Históricos Navales (DEHN)

## Personal
El personal militar se estructura en cuadro de oficiales, cuadro de suboficiales y cuadro de tropa; y en cuerpo comando y cuerpo profesional.
El cuadro de oficiales de cuerpo comando se forma con los cadetes de la Escuela Naval Militar (ESNM) de La Plata que se gradúan con el grado de guardiamarina (5 años). Los oficiales de cuerpo profesional se gradúan del curso de integración naval (6 meses). Este mismo cuadro se divide en tres grupos: oficiales superiores (almirantes y capitanes de navío), oficiales jefes (capitanes de fragata y de corbeta) y oficiales subalternos (tenientes y guardiamarinas). Los oficiales de cuerpo comando pueden alcanzar hasta el grado de almirante y los de cuerpo profesional hasta capitán de fragata.
El cuadro de suboficiales de cuerpo comando se nutre de los jóvenes de la Escuela de Suboficiales de la Armada (ESSA) en Puerto Belgrano que se gradúan con el grado de cabo segundo (2 años). Los suboficiales de cuerpo profesional se gradúan del curso de integración militar (8 meses). El cuadro se divide en dos grupos: suboficiales superiores (suboficiales) y suboficiales subalternos (cabos). Los suboficiales de cuerpo comando pueden alcanzar hasta el grado de suboficial mayor y los de cuerpo profesional hasta suboficial primero.
El cuadro de tropa se constituye de marineros voluntarios que ingresan en el servicio militar voluntario (SMV) por el período de un (1) año. El servicio militar obligatorio (SMO) fue derogado en 1994 y sustituido por el actual sistema.
Desde 2013, las Fuerzas Armadas investigan el nivel educativo de la tropa voluntaria para lograr la educación secundaria.

### Reserva Naval
La Reserva Naval de la Armada Argentina sirve al propósito de completar, cuando así se disponga, los efectivos del cuadro permanente de la Institución. Está compuesta por el personal militar retirado (con o sin haber), el personal militar dado de baja, quienes realizaron el servicio militar obligatorio y servicio militar voluntario, los egresados de los Liceos Navales, y de las escuelas de la marina mercante; y todo ciudadano argentino que sin haber cumplido con el servicio militar obligatorio obtenga títulos, aptitudes o especializaciones calificadas para integrar la Reserva Naval con un grado de oficial o suboficial para el eventual caso de convocatoria.
Los oficiales y suboficiales de la Reserva Naval reciben capacitación para sus roles, tanto en el ámbito específico como en el ámbito conjunto. Algunos cursos que ha realizado el personal de la Reserva Naval son: Oficial Control de Tráfico Marítimo (OCONTRAM, ex COLCO), Curso de Estado Mayor Especial (CUEMES), Curso SGTM-1 de la Organización de las Naciones Unidas (ONU). Los Oficiales de Reserva tienen habilitada la carrera hasta el grado de capitán de fragata, y los suboficiales hasta el grado de suboficial primero.

### La mujer en la Armada
Al organizarse como país independiente en el siglo XIX, Argentina adoptó una estructura patriarcal que marginó a las mujeres de gran parte de las actividades de la vida pública, incluyendo la prohibición de votar y ser votadas —derogada en 1947— y la incapacidad civil —derogada en 1968—. Las Fuerzas Armadas fueron un caso extremo de organización patriarcal, excluyendo por completo a las mujeres hasta la anteúltima década del siglo XX.
El ingreso de mujeres a las Fuerzas Armadas argentinas se inició en 1980, en la Armada y la Fuerza Aérea, en tanto que Ejército lo permitiría en 1981. En el caso puntual de la Armada, en 1980 se habilitó el ingreso de mujeres suboficiales para los cuerpos Profesional y Comando y en 1981 se habilitó el ingreso de mujeres oficiales, pero solo en el cuerpo Profesional. Recién en 2002 se permitió el ingreso de mujeres oficiales en el Cuerpo Comando, es decir de las unidades de combate, quedando desde ese momento habilitadas para formar parte de todas las especialidades de la fuerza.
En 2010 la Armada ya registraba un total de 1799 mujeres, equivalentes al 8,5 % del total, contando los institutos de formación, pero ese porcentaje se reducía a un 2 % de los oficiales del Cuerpo Comando. Hacia ese año, las mujeres participaban en juntas de clasificación para suboficiales, pero no participaban en las juntas para oficiales. Asimismo, una gran parte de las funciones de las mujeres estaban influenciadas por estereotipos de género, siendo el área enfermería el que tenía mayor presencia femenina en 2017, con un 60 %.
En 2006 la ministra de Defensa Nilda Garré creó el  Observatorio sobre la Integración de la Mujer en las Fuerzas Armadas y en 2007 creó el Consejo de Políticas de Género, institución única en el mundo debido al hecho de la incorporación al mismo de las mujeres militares. También se crearon Oficinas de Género en las unidades militares, se derogaron las normas que prohibían el ingreso y permanencia en el Colegio Militar de las alumnas que quedaran embarazadas, así como militares varones que reconocieran su paternidad y la obligación de solicitar autorización al superior para casarse.
En 2015 María Inés Uriarte fue ascendida a contraalmirante, convirtiéndose en la primera mujer en alcanzar ese grado.
En 2017 la Armada tenía 3440 mujeres, de las cuales 3161 era suboficiales (19,05 %), 279 eran oficiales del Cuerpo Profesional (24,03 %) y 100 eran oficiales del Cuerpo Comando (6,95 %).
El 15 de noviembre de 2017, la teniente de navío Eliana María Krawczyk, primera mujer oficial submarinista de Argentina y América Latina, se convirtió en la primera mujer mártir de la Armada Argentina, al fallecer en acto de servicio en el naufragio del submarino ARA San Juan junto a otros 43 militares. Fue ascendida póstumamente a capitán de corbeta el 3 de marzo del 2020.

## Grados

#### Oficiales
Los rangos de los oficiales, en orden descendente, a continuación:
| Escalafón    | Oficiales superiores | Oficiales superiores | Oficiales superiores | Oficiales superiores | Oficiales superiores |
| Grados       | Almirante            | Vicealmirante        | Contraalmirante      | Comodoro de marina   | Capitán de navío     |
| Abreviaturas | AL                   | VL                   | CL                   | CA                   | CN                   |
| Código OTAN  | OF-9                 | OF-8                 | OF-7                 | OF-6                 | OF-6                 |
| Insignias    |                      |                      |                      |                      |                      |
| ------------ | -------------------- | -------------------- | -------------------- | -------------------- | -------------------- |

| Escalafón    | Oficiales jefes    | Oficiales jefes    |
| Grados       | Capitán de fragata | Capitán de corbeta |
| Abreviaturas | CF                 | CC                 |
| Código OTAN  | OF-5               | OF-4               |
| Insignias    |                    |                    |
| ------------ | ------------------ | ------------------ |

| Escalafón    | Oficiales subalternos | Oficiales subalternos | Oficiales subalternos | Oficiales subalternos |
| Grados       | Teniente de navío     | Teniente de fragata   | Teniente de corbeta   | Guardiamarina         |
| Abreviaturas | TN                    | TF                    | TR                    | GU                    |
| Códigos OTAN | OF-3                  | OF-2                  | OF-1                  | OF-D                  |
| Insignias    |                       |                       |                       |                       |
| ------------ | --------------------- | --------------------- | --------------------- | --------------------- |

#### Suboficiales
Los rangos de los suboficiales, en orden descendente, a continuación:
| Suboficial mayor | Suboficial principal | Suboficial primero | Suboficial segundo | Cabo principal | Cabo primero | Cabo segundo |
| OR-9             | OR-8                 | OR-7               | OR-6               | OR-5           | OR-4         | OR-3         |
| ---------------- | -------------------- | ------------------ | ------------------ | -------------- | ------------ | ------------ |
|                  |                      |                    |                    |                |              |              |

#### Tropa Voluntaria
Los rangos de los marineros, en orden descendente, a continuación:
| Marinero Primero | Marinero Segundo |
| OR-2             | OR-1             |
| ---------------- | ---------------- |
|                  |                  |